# Benjamin Carl Lester
Benjamin Carl Lester, britanski general, * 1890, † 1959.